# Villa Pagani Della Torre
Villa Pagani Della Torre è una villa storica situata a Corbetta (Milano). Essa dà il nome all'omonimo quartiere della città.

## Storia
La villa sorge sul suolo che nei mappali settecenteschi del Catasto Teresiano era indicato come proprietà dell'antica Ca' Erba che originariamente estendeva i propri possedimenti dall'attuale via Verdi a via Battisti. Dopo la svendita ed il frazionamento da parte dei proprietari, il terreno venne acquistato dalla signora Luigia Bodini Pagani che ne avviò la costruzione il 21 marzo 1925, con progetti originari oggi ancora conservati presso l'archivio del comune di Corbetta.
Il marito di Luigia Bodini, il commendator Enrico Pagani, era personaggio noto in Corbetta e divenne sempre più influente quando nel 1928 venne eletto dapprima Commissario Prefettizio e poi Podestà del comune di Corbetta dal 1929 al 1933. Fu lui a volere l'edificazione del nuovo palazzo comunale derivato da una precedente abitazione privata (oggi adibito a sede della biblioteca) in sostituzione della prima struttura acquistata dal comune a fine Ottocento nell'odierna via Cavour. La villa rimase di proprietà della famiglia Pagani sino al 1971 quando venne acquistata dal comune di Corbetta e dedicata ad Angelo Della Torre, il bambino miracolato nel 1555 dalla Madonna del Santuario.
Come edificio istituzionale, inizialmente fu sede di un centro giovanile e divenne poi sede dell'ufficio tecnico comunale. Col trasferimento del comune nel 1985 a Villa Frisiani Olivares Ferrario, Villa Pagani Della Torre divenne un magazzino comunale. Dal 1999 è divenuta sede della Pro Loco cittadina e di diverse associazioni culturali e ne è contestualmente iniziato un recupero delle stanze interne, del parco e delle dipendenze.

## Struttura
La villa venne realizzata su spinta dello stesso Enrico Pagani in stile eclettico, unendo elementi medievali, rinascimentali e barocchi, andando a conformarsi come un'abitazione signorile di dimensioni non eccessive (420 m² in totale) inserita all'interno di un vasto parco con dipendenze.
Il piccolo portico di ingresso alla villa, retto da colonne binate in cemento decorativo, è ornato da due grandi graffiti a tratto nero su fondo ocra che riproducono un duello tra cavalieri e una figura in armatura con valletti, inquadrati in una prospettiva architettonica (oggi fortemente danneggiati da atti vandalici). A corredo si trovano fascioni decorati in oro con grifoni tutt'attorno alla casa.
All'interno, le pareti sono decorate con motivi geometrici e floreali, mentre i soffitti riportano scene affrescate di ispirazione mitologica (come "Vulcano nella sua fucina" al pian terreno) o addirittura futuristica ("Il progresso").
Il vasto parco, originariamente piantumato riccamente con diverse essenze arboree, ha risentito negli anni di diversi danni e potature che hanno portato oggi a conservare solo alcuni abeti, cedri, faggi e tigli d'epoca della costruzione della villa. Esso presenta due ingressi storici progettati col resto della villa (uno frontale e uno laterale, verso via Roma) mentre un terzo, sul retro, è stato aperto in anni recenti. Nel giardino si trova inoltre l'antico abbeveratoio per cavalli in pietra.
La villa disponeva anche di due dipendenze poste agli angoli estremi della parte frontale della cinta del giardino, collocate a mo' di torri medievali ed ancora oggi presenti: osservando il cancello dal davanti, all'angolo di sinistra erano poste le stalle con sopra un fienile e affiancate dall'abitazione del responsabile della scuderia, mentre a destra si trovava l'abitazione del custode nelle forme di una palazzina a due piani dotata di quattro locali, con ingresso indipendente dal fronte e dal giardino.